# Crkva sv. Ante Padovanskog u Drnišu
Crkva sv. Ante Padovanskog u Drnišu je izgrađena u 16. stoljeću kao džamija Halil-hodže s kupolom na trompama. Godine 1670. šibenski knez je džamiju poklonio visovačkim franjevcima, nakon čega ona doživljava transformaciju u katoličku crkvu. Središnji dio džamije s trompama danas je dio crkve, a pridodana su mu dva dodatna prostora sa zapadne i istočne strane, povezujući se s originalnim prostorom kroz lukove. Fasada crkve očuvala je autentične turske prozore s lukovima, kameni vijenac i zazidana vrata, dok se u unutrašnjosti ispod trompa otkrivaju bogato obrađeni stalaktiti, izrađeni u tursko-maurskom stilu. Uz jugozapadni dio crkve oko 1790. godine dodan je četverokutni zvonik s prizemljem, katom i lođom te piramidalnim vrhom.
Crkva sv. Ante teško je stradala tijekom Domovinskog rata kada su njen zvonik minirali pobunjeni Srbi u lipnju 1992. Srušen je kat zvonika i piramidalno krovište, koji su pali na krov crkve i uništili ga. Uništena je i Meštrovićeva skulptura Sveti Ante koja je bila postavljena ispred crkve. Nakon završetka Domovinskog rata obnovljeni su crkva i zvonik, a skulptura je ponovno postavljena ispred crkve.
Crkva je upisana u Registar kulturnih dobara Republike Hrvatske pod registarskim brojem Z-2051.